# Taoism

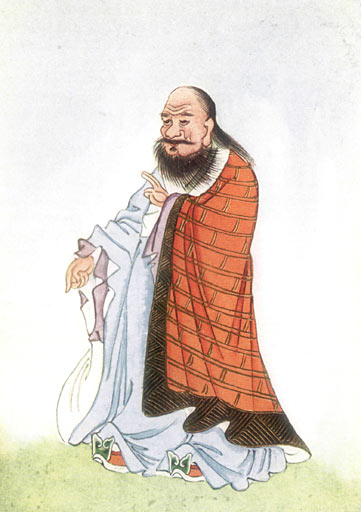
Lao-tzu, părintele taoismului

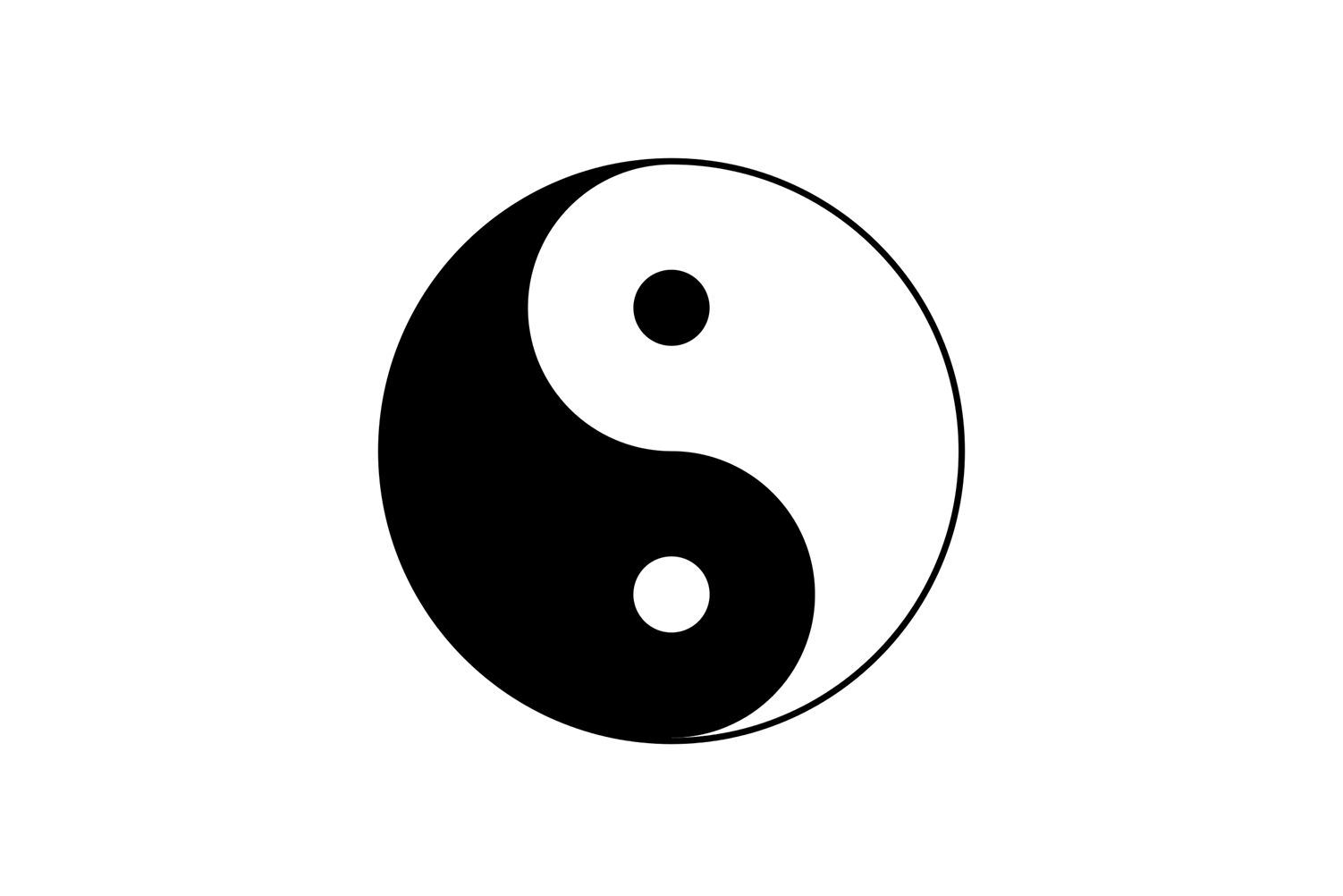
Diagrama Yin-Yang, reprezentând unitatea și complementaritatea contrariilor care constituie forțele creatoare ale universului

Taoismul (sau daoism) este o filozofie și o religie originară în China, cu origini incerte care se situează aproximativ în mileniul I î.d.Ch . 
Termenul taoism cuprinde 2 ramuri principale, care se împletesc:
1. Tao-chia sau taoismul filozofic, în general asociat cu Lao-tzu și lucrarea sa de bază Tao-te ching. 
2. Tao-chiao care desemnează religia taoistă - care nu diferă de alte sisteme religioase - cît și toate școlile și curentele mistice care urmăresc prelungirea vieții sau chiar nemurirea prin alchimie, practici respiratorii, sexuale, magie etc.

## Definiție
Cea mai bună definiție a taoismului (ramura tao-chia - școala lui Tao) provine din pana lui Alan Watts. Iată un extras semnificativ:
"Diverși filozofi chinezi, scriind probabil în secolele 5-4 î.C, au expus o sumă de idei și un mod de viață care au ajuns să fie cunoscute sub numele de taoism, calea cooperării dintre om și tendința sau cursul lumii naturale; principiile acestei tendințe pot fi descoperite în ritmurile regulate ale apei, gazelor și focului, ritmuri care sunt ulterior întipărite sau reproduse în cele din piatră și lemn și, mai târziu, în multe dintre formele artei."
După cum vedem, taoismul este un mod de viață inspirat din ritmurile fenomenelor naturale. 
Dar, oare, cum se poate inspira un mod de viață omenesc din natură?
Exemplul cel mai bun ni-l oferă artele marțiale, care au împrumutat la origine elemente esențiale - atac, apărare, eschivă etc. - din imitarea mișcărilor corespunzătoare ale animalelor sălbatice. Avem astfel “școli” de arte marțiale care poartă nume pitorești ca “școala tigrului”, “școala maimuței” etc. 
La fel și în viața domestică de fiecare zi există posibilitatea de a te inspira din evenimentele lumii naturale. Dacă acorzi studiului acestor fenomene un interes constant, descoperi indicații prețioase privind conduita cea mai potrivită pentru diferite situații de viață.
De pildă, taoiștii au luat imaginea apei ca simbol al acțiunii consecvente care străpunge toate obstacolele nu în mod direct, prin forță, ci indirect, prin maleabilitate și fluiditate. În I-ching (Cartea schimbarilor) simbolismul apei este folosit, în mod pregnant în hexagrama 29 (Abisul, apa), pentru a sugera ideea de adaptare a omului la condițiile, împrejurările de viață, intr-o manieră fluidă, fără a-și denatura esența, autenticitatea interioară.